# داریوش یزدی
داریوش یزدی (زادهٔ ۲۶ شهریور ۱۳۴۹ مسجدسلیمان) بازیکن بازنشسته و مربی فوتبال اهل ایران است. وی پیش‌تر هدایت تیم فوتبال استقلال خوزستان را برعهده داشت. در تابستان سال ۹۷، مسئولان باشگاه استقلال خوزستان پس از گفتگو و مذاکره با یزدی، برای مربی‌گری این تیم در لیگ هجدهم، با وی به توافق رسیده و قرارداد همکاری بستند. وی سابقهٔ مربیگری در باشگاه فوتبال شاهین اهواز، باشگاه فوتبال ملی حفاری اهواز، باشگاه فوتبال نفت مسجدسلیمان و باشگاه فوتبال نفت و گاز گچساران را نیز دارد.

## افتخارات

##### استقلال تهران
- جام حذفی: ۱۳۷۴–۱۳۷۵[۹]